# European Fly Fishing Association
Die  European Fly Fishing Association (EFFA), gegründet im Jahre 2006, ist ein Verein mit Sitz in der Schweiz. Sie ist eine international agierende Organisation von Fliegenfischern. 

## Ziele und Aktivitäten
Derzeit sind Mitglieder aus mehr als 20 Ländern Europas der EFFA angeschlossen. Ziel der Organisation ist es, die Fliegenfischerei populärer zu machen und möglichst viele Angler zu dieser Art der Fischerei hinzuführen. Die EFFA möchte auf lange Sicht auch den Belangen der Fliegenfischer mehr Gehör zu verleihen, auf die Zerstörung oder Probleme von Gewässern bzw. deren Schutzbedürftigkeit hinweisen und Fliegenfischer durch Informationen in verschiedenen Bereichen unterstützen. Die EFFA hat ein umfangreiches Zertifizierungsprogramm aufgebaut, hinter dessen Ausarbeitung einige der bekanntesten Fliegenfischerexperten Europas stehen und das dazu dient, das Niveau der Fliegenfischerinstruktoren zu heben und somit die Fliegenfischerei in Europa weiterzuentwickeln. Die Anforderungen des EFFA-Zertifizierungsprogramms gelten im weltweiten Vergleich als höchst anspruchsvoll. Folgende Zertifikationen werden derzeit von der Organisation angeboten:
- EFFA Certified Flycasting Instructor (aka EFFA instructor)
- EFFA Certified Master Flycasting Instructor (aka EFFA Master instructor)
- EFFA Certified Double Hand Flycasting Instructor (aka EFFA Double Hand instructor)
- EFFA Certified Flyfishing Guide (aka EFFA Guide)

Ein weiteres Hauptanliegen der Organisation ist es, den Stellenwert der Europäischen Fliegenfischerei und besonders des Fliegenwerfens im internationalen Kontext zu stärken. Zwar haben die meisten der weltweit gebräuchlichen Wurftechniken ihren Ursprung in Europa doch wird deren Herkunft durch die Tätigkeiten zahlreicher Internetforen inzwischen mehr und mehr verwässert. Jeder Fliegenfischer, Fliegenbinder und angehende Instruktor ist in der Organisation herzlich willkommen.

## Geschichte
Die amerikanische Federation of Fly Fishers (FFF) startete in den frühen 90er Jahren ein Programm für Fliegenfischer-Instruktoren, das jedoch in Europa aufgrund des zu niedrigen Niveaus wenig Zuspruch fand und nicht akzeptiert wurde. Die unterschiedlichen Ausbildungslevels im Bereich des Fliegenfischens in Europa und den USA hatten deshalb ein auf die europäischen Verhältnisse abgestimmtes Prüfungsprogramm für Fliegenfischer-Instruktoren notwendig gemacht. Nach einem Gespräch zwischen dem Gründungsmitglied und EFFA-Ehrenpräsidenten Günter Feuerstein und dem damaligen Flycasting Chairman der FFF, Tom Travis, in Livingston (Montana) im Jahr 1995, wurde dazu von der FFF grünes Licht gegeben. 

### Eigenes Zertifizierungsprogramm für europäische Fliegenfischer-Instruktoren
Im Jahre 1996 wurde das FFF-Europe Flycasting Instructor Certification Program (FFF-Europe FCICP) in Partnerschaft mit der FFF mit Sitz in den USA gegründet. Das Affiliation Agreement sah vor, dass keine amerikanischen Prüfungen in Europa abgehalten werden durften und umgekehrt. Das europäische Prüfungsprogramms sollte in jeder Hinsicht unabhängig handeln können. Einzig ein symbolischer Dollar pro Mitglied floss an die USA, um die Trademarks der FFF nutzen zu dürfen. Eine Organisation als europäischer Verein und somit eine Mitgliedschaft für gewöhnliche Fliegenfischer konnte jedoch nicht umgesetzt werden, da nach dem Willen der amerikanischen FFF in Europa nur im Bereich des Prüfungsprogramms (FFF-Europe FCICP) autonom gewirkt werden durfte.
Das FFF-Europe Fliegenfischer-Instruktorenprogramm entwickelte sich in den folgenden Jahren stetig weiter, Ausbilder aus 12 europäischen Staaten hatten zwischenzeitlich die weltweit anspruchsvollste Prüfung absolviert. Im Jahre 2006 wurden die Verantwortlichen des FFF-Europe FCICP informiert, dass die amerikanische FFF das europäische Territorium nun ebenfalls für sich beanspruchen und nach dessen Übernahme die europäischen Instruktoren ihren nach wesentlich niederen Levels geprüften amerikanischen Kollegen gleichstellen will. Im Falle einer Nichtbeachtung würde den europäischen Partnern das Recht, den Namen FFF und deren Insignien zu nutzen, entzogen. Dies bedeutete im Klartext, dass nach Willen der Amerikaner in Europa zukünftig nur Prüfungen nach dem amerikanischen Level gestattet würden und alle dafür eingezogenen Gelder, sowie die zusätzlich verlangten FFF-Vollmitgliedschaften und Gebühren für Zertifikatsverlängerungen in die USA fließen würden. Da die europäischen Instruktoren weder den Verlust ihrer Eigenständigkeit noch eine Supervision durch die USA befürworten konnten und auch die Übernahme der FFF-Levels oder die Überweisung europäischer Gelder in die Staaten nicht in Frage kam, wurde mit großer Zustimmung der FFF-Europe-Instruktoren die Partnerschaft mit der FFF beendet.

### Gründung der European Fly Fishing Association (EFFA)
Im Jahre 2006 wurde schließlich die unabhängige European Fly Fishing Association (EFFA) mit Sitz in der Schweiz gegründet, um die erfolgreiche und unabhängige Arbeit der ehemaligen FFF-Europe weiterzuführen und zugleich auch in allen anderen wichtigen Bereichen der Fliegenfischerei bis hin zum Gewässerschutz aktiv zu werden. Dadurch sollten die Interessen der Fliegenfischer auf einer breiten und internationalen Ebene vertreten und die Fliegenfischerei gefördert werden.

### Zweihandinstruktorenprogramm und Guide-Programm
Im Jahre 2010 wurde zusätzlich zum bereits bewährten Einhand-Instruktorenprogramm und dem Master-Programm das Zweihand-Instruktorenprogramm fertiggestellt. Im Jahr darauf wurde in Zusammenarbeit mit der Hedmark University College in Elverum (NOR) das Zertifizierungsprogramm für Fliegenfischer-Guides ins Leben gerufen. Somit kann erstmals eine international agierende Fliegenfischerorganisation Ausbildungen in allen relevanten Bereichen anbieten.

### EFFA Open – Internationale Fliegenbindemeisterschaft
Auch im Bereich des Fliegenbindens ist die Organisation aktiv. Mit der EFFA Open wurde eine internationale Fliegenbindemeisterschaft ins Leben gerufen, die allen Fliegenbindern weltweit offensteht und künftig jedes Jahr die besten Fliegenbinder küren soll.